# آوراهام فاوست
آوراهام فاوست باستان‌شناس اسرائیلی و استاد دانشگاه بار-ایلان است . او سرپرست کاوش‌های تل اتون است که به احتمال فراوان به عنوان مکان احتمالی اگلون کتاب مقدس شناخته می شود.  

## انتشارات برگزیده
- جامعه اسرائیلی در دوره سلطنت: یک دیدگاه باستان شناسی (2005) (به زبان عبری)
- قوم زایی اسرائیل: اسکان، تعامل، گسترش و مقاومت (2006) (جایزه ایرنه لوی سالا در باستان‌شناسی اسرائیل 2008؛ جایزه کتاب جی. ارنست رایت از مدرسه آمریکایی تحقیقات شرقی؛ جایزه انتشارات انجمن باستان‌شناسی کتاب مقدس (2009)
- باستان‌شناسی جامعه اسرائیلی در عصر آهن II (2012)
- یهودا در دوره نو بابلی: باستان شناسی ویرانی (2012)
- با سافرای، ز . تاریخ سکونتگاه اسرائیل باستان: تحلیل کمی (2015)
- امپراتوری نئوآسوری در جنوب غربی: سلطه امپراتوری و پیامدهای آن (2021)